# 6961 Ashitaka
A 6961 Ashitaka (ideiglenes jelöléssel 1989 KA) a Naprendszer kisbolygóövében található aszteroida. Makio Akiyama és Toshimasa Furuta fedezte fel 1989. május 26-án.